# Jean Sondag
Jean Sondag (Habay-la-Vieille, 25 augustus 1927 - Ottignies-Louvain-la-Neuve, 15 januari 2016) was een Belgisch senator.

## Levensloop
Sondag werd inspecteur en later secretaris-generaal van de Professionele Dienst van de Landbouwjeugd en was ook actief bij andere landbouworganisaties. Van 1971 tot 1985 zetelde hij in de Waalse Economische Raad.
Hij werd politiek actief voor de PSC en werd voor deze partij in 1970 verkozen tot gemeenteraadslid van Céroux-Mousty. Na de fusie met Ottignies-Louvain-la-Neuve was hij daar van 1976 tot 1988 gemeenteraadslid.
Van 1974 tot 1987 zetelde hij tevens in de Belgische Senaat als gecoöpteerd senator. Hierdoor zetelde hij van 1974 tot 1980 ook in de Cultuurraad voor de Franse Cultuurgemeenschap en van 1980 tot 1981 in de Waalse Gewestraad en de Raad van de Franse Gemeenschap. Van 1980 tot 1981 was hij in de Waalse Gewestraad fractieleider van de PSC.